# La Métamorphose d'Edward Robinson
La Métamorphose d'Edward Robinson (The Manhood of Edward Robinson), parfois titrée L'Émancipation d'Edward Robinson ou Un Noël pas comme les autres, est une nouvelle policière d'Agatha Christie.
Initialement publiée en décembre 1924 dans la revue The Grand Magazine au Royaume-Uni, cette nouvelle a été reprise en recueil en 1934 dans The Listerdale Mystery and Other Stories au Royaume-Uni. Elle a été publiée pour la première fois en France dans le recueil Douze nouvelles en 1963.

## Résumé
Edward Robinson vient de gagner une forte somme d'argent. Sans en parler à sa petite amie Maud, il vient d'acheter une superbe voiture de sport. Avec son nouveau cabriolet, il va se promener au hasard dans la campagne anglaise. Il gare sa voiture en un endroit, va se promener et y revient. À l'intérieur de la voiture, il y découvre un collier de diamants ! Il se rend vite compte que si la voiture est du même modèle que la sienne, il ne s'agit pas de son automobile. Le véritable propriétaire de cette voiture l'a confondue avec la sienne. Découvrant un message dans le vide proche donnant rendez-vous au voleur en un certain endroit, il décide sur un coup de tête de se faire passer pour le voleur...

## Personnages
- Edward Robinson
- Jimmy
- Gerald
- Noreen
- Maud : fiancée d'Edward

## Publications
Avant la publication dans un recueil, la nouvelle avait fait l'objet de publications dans des revues :
- en décembre 1924, au Royaume-Uni, sous le titre « The Day of His Dreams », dans le no 238 de la revue The Grand Magazine[1].

La nouvelle a ensuite fait partie de nombreux recueils :
- en 1934, au Royaume-Uni, dans The Listerdale Mystery and Other Stories[1] (avec 11 autres nouvelles) ;
- en 1963, en France, dans Douze nouvelles, recueil réédité en 1968 sous le titre « Le Mystère de Listerdale » (adaptation du recueil de 1934) ;
- en 1971, aux États-Unis, dans The Golden Ball and Other Stories[1] (avec 14 autres nouvelles) ;
- en 1982, au Royaume-Uni, dans The Agatha Christie Hour (avec 9 autres nouvelles) ;
- en 1983, en France, sous le titre « Un Noël pas comme les autres », dans Dix brèves rencontres (adaptation du recueil de 1982).

## Adaptation
- 1982 : Un Noël pas comme les autres (The Manhood of Edward Robinson), épisode de la série télévisée The Agatha Christie Hour, avec Nicholas Farrell dans le rôle d'Edward Robinson[2].